# Avrillé (Vendée)
Avrillé ist eine westfranzösische Gemeinde mit 1.408 Einwohnern (Stand 1. Januar 2022) im Département Vendée in der Region Pays de la Loire. Sie gehört zum Kanton Talmont-Saint-Hilaire im Arrondissement Les Sables-d’Olonne.

## Lage
Der Ort Avrillé ist etwa zehn Kilometer von der Atlantikküste entfernt und liegt in einer Höhe von etwa 46 m ü. d. M. Die nächstgrößere Stadt ist das etwa 27 Kilometer nordöstlich gelegene La Roche-sur-Yon; der bekannte Badeort Les Sables-d’Olonne befindet sich etwa 30 Kilometer westlich. Avrillé verfügt über einen Bahnhof. Sehenswert sind auch die Megalithmonumente im nur 5 km entfernten Nachbarort Le Bernard. Das Gemeindegebiet wird im Westen vom Flüsschen Île Bernard durchquert, das hier noch Ruisseau de la Guignardière genannt wird.

## Geschichte
Mehrere Menhire bezeugen die Anwesenheit von Menschen in der Jungsteinzeit. Aus römischer und gallorömischer Zeit fehlen bislang archäologisch verwertbare Spuren. Der ehemals in Richtung Meer von Sümpfen umgebene Ort existierte jedoch bereits in merowingischer Zeit; die sukzessive Trockenlegung der Sümpfe ermöglichte eine Ausdehnung der landwirtschaftlichen Nutzflächen, so dass der Ort mehr und mehr wuchs. Im 11. Jahrhundert existierte hier ein Priorat.

## Sehenswürdigkeiten

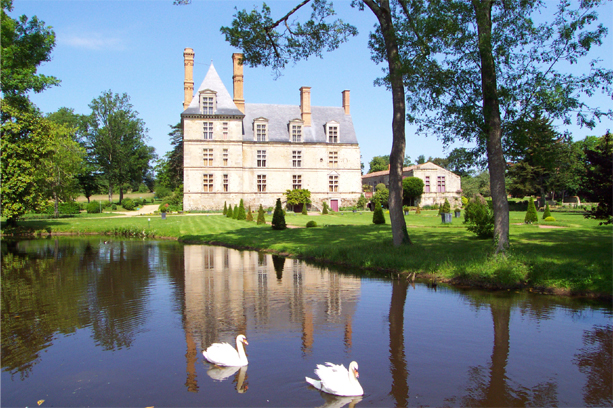
Schloss La Guignardière

- Der etwa 7,20 m hohe und etwa 85 Tonnen wiegende Menhir von Bourg-Jardin steht in einem Garten hinter dem Rathaus. Er ist von Naturkräften, aber wohl auch von Menschenhand auf allen Seiten geglättet. Nach einigen Menhiren in der Bretagne (Menhir von Kerloas, Menhir vom Champ Dolent, Menhir von Saint-Uzec) ist er einer der größten Frankreichs. Im Jahr 1889 wurde er als Monument historique anerkannt.[1]
- Der Glockenturm der aus einer Mischung von Bruch- und Hausteinen errichteten spätromanischen Pfarrkirche Saint-Pierre stürzte im Jahr 1805 in sich zusammen; er wurde rund 60 Jahre später durch einen Neubau mit Spitzdach ersetzt. Das kleine Portal auf der Südseite könnte auf die ehemalige Prioratskirche hindeuten.
- Um die Mitte des 19. Jahrhunderts entstanden ein Waschplatz (lavoir) und eine Markthalle (halle).

außerhalb

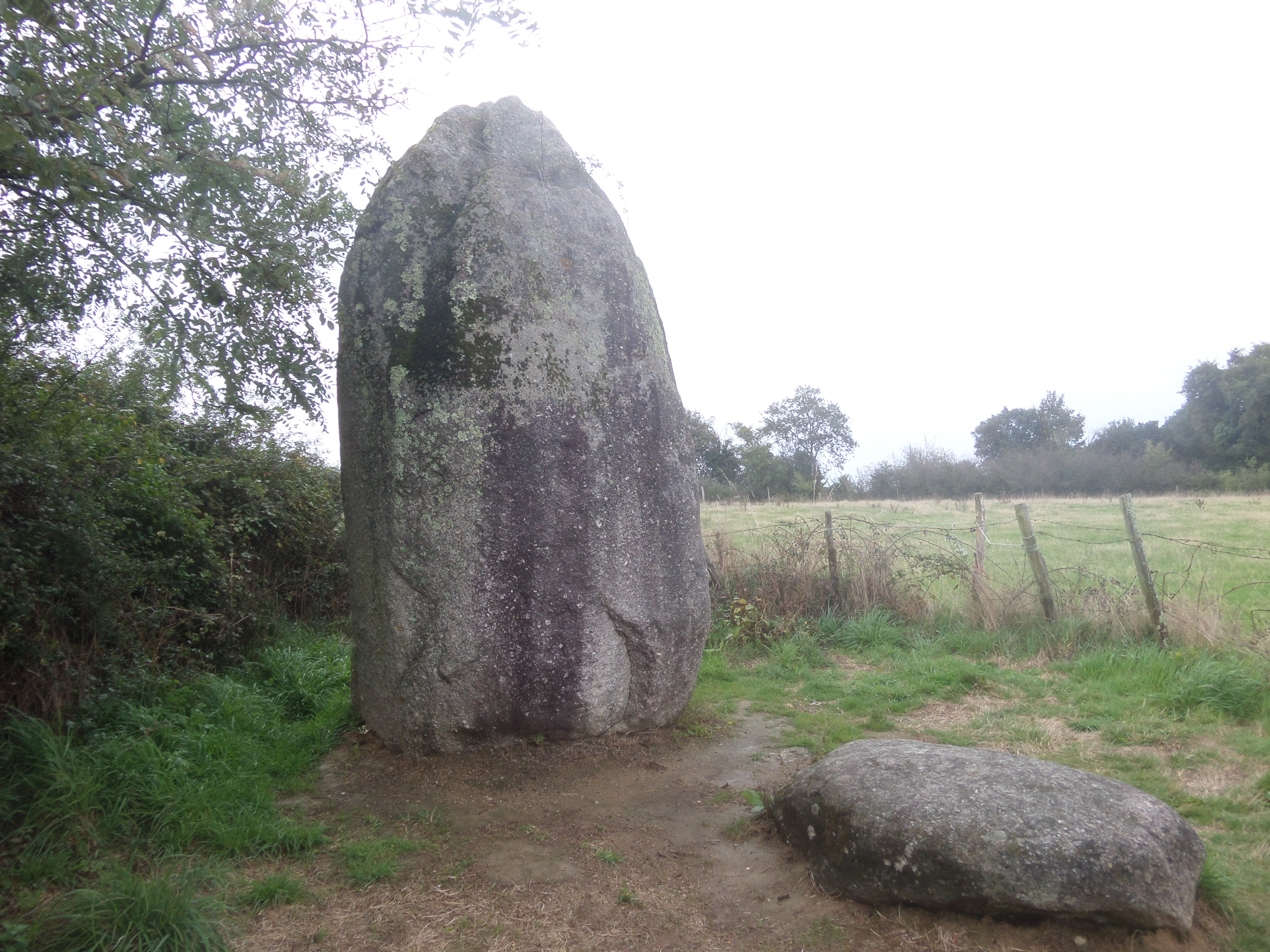
Menhir de la Boilière

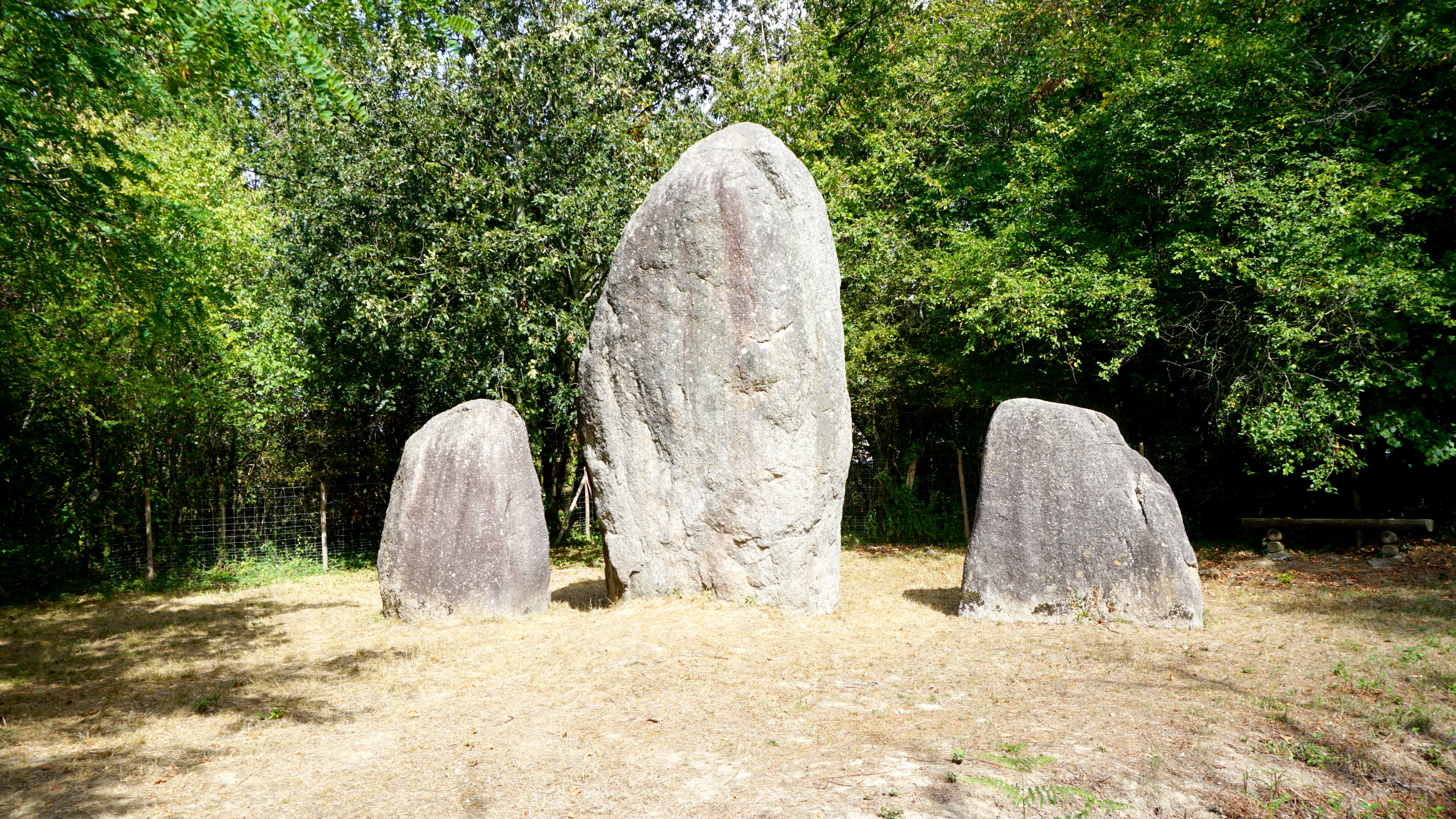
Alignement de la Petite Pierre

- Auf einem Privatgrundstück ca. 300 m östlich des Ortes steht der ca. 4,7 m hohe und etwa 25 Tonnen schwere Menhir de la Boilière; vor ihm befindet sich eine auf dem Boden liegende Steinplatte, die manchmal als Opferstein interpretiert wird. Der Menhir ist seit dem Jahr 1889 als Monument historique anerkannt.[2]
- Weitere Menhire stehen in der Steinreihe La Petite Pierre und du Bois du Fourgon bzw. einzeln als Menhir von Beaulieu, Menhir de la Fontaine Saint-Gré oder paarweise Menhir du Champ de la Pierre und Menhir du Champ Horel in der Umgebung des Ortes.[3][4][5][6][7][8]
- Das ca. 1,5 km nordwestlich des Ortes gelegene Schloss La Guignardière (46° 28′ 29,3″ N, 1° 30′ 32,8″ W) stammt aus dem späten 16. Jahrhundert. Es befindet sich in Privatbesitz und wurde im Jahr 1978 als Monument historique eingestuft.[9] Im Schlossgarten wurden mehrere stelenartig behauene Menhire sowie Kopien von Moais der Osterinsel aufgestellt.

### Bevölkerungsentwicklung
| Jahr      | 1800 | 1851 | 1901 | 1954 | 1999 | 2013 |
| Einwohner | 680  | 1025 | 1250 | 884  | 1008 | 1305 |

Um das Jahr 1900 erreichte Avrillé eine Einwohnerzahl von etwa 1250; danach sank diese bis auf etwa 850 in den 1960er Jahren ab um gegen Ende des Jahrtausends auf den bislang höchsten Wert anzusteigen.

## Wirtschaft
Der Ort und seine Umgebung waren jahrhundertelang landwirtschaftlich geprägt; die meisten Menschen lebten als Selbstversorger; im Ort selbst bildeten sich verschiedene Handwerks- und Dienstleistungsberufe heraus. Im ausgehenden Mittelalter und in der frühen Neuzeit wurde neben der Feldwirtschaft und ein wenig Viehzucht auch in geringem Umfang Weinbau betrieben, der jedoch – nach der Reblauskrise im ausgehenden 19. Jahrhundert – nahezu eingestellt wurde. Seit den 1960er Jahren spielt der Tourismus in Form der Vermietung von Ferienwohnungen (gîtes) eine nicht unbedeutende Rolle im Wirtschaftsleben der Gemeinde.